# Lester Matthews
Lester Matthews (* 6. Juni 1900 in Nottingham, England; † 5. Juni 1975 in Los Angeles, Kalifornien) war ein britischer Schauspieler.

## Leben und Karriere
Das filmische Schaffen von Matthews zwischen 1931 und 1974 umfasst mehr als 180 Film- und Fernsehproduktionen. Seine ersten Filme drehte er noch in der britischen Filmindustrie, wo der große, dunkelhaarige Darsteller in Liebhaberrollen moderate Erfolge verzeichnen konnte. Mitte der 1930er-Jahre zog er mit seiner damaligen Ehefrau, der Schauspielerin Anne Grey, zur Filmindustrie nach Hollywood und verblieb dort dauerhaft. Zu seinen ersten amerikanischen Filmauftritten zählten 1935 jeweils größere Rollen als Verehrer der weiblichen Hauptfigur in den Horrorfilmen Der Rabe und Der Werwolf von London. Danach verlor seine Karriere rasch an Fahrt und er musste sich im Laufe der Zeit in vielen Fällen mit kleineren, im Abspann unerwähnten Auftritten abfinden. So ist beispielsweise sein Auftritt als Bankangestellter Mr. Tomes in Mary Poppins von 1964 nur sehr klein. In Hollywood spielte Matthews in der Regel durch ihre britische Herkunft gekennzeichnete, meist distinguiert wirkende Nebenfiguren wie Bankiers, Anwälte, Aristokraten, Geschäftsleute oder Militäroffiziere. Er agierte oft in Abenteuer- oder Historienfilmen, etwa mehrfach an der Seite von Errol Flynn. Im US-amerikanischen Fernsehen war er ab den 1950ern als Gastdarsteller in zahlreichen Fernsehserien wie 77 Sunset Strip und Bonanza zu sehen.
Im Jahr 1974 trat Matthews in seinem letzten Film auf; ein Jahr später starb er am Tag vor seinem 75. Geburtstag. Matthews Asche wurde im Pazifik verstreut. Der Schauspieler war Vater eines Kindes aus seiner ersten Ehe mit Cicely Walper. Nachdem er sich 1938 von seiner zweiten Frau Anne Grey hatte scheiden lassen, war er in dritter Ehe von 1962 bis zu seinem Tod erneut mit Cicely Walper verheiratet.

## Filmografie (Auswahl)
- 1931: The Wickham Mystery
- 1931: The Man at Six
- 1932: Fires of Fate
- 1933: The Stolen Necklace
- 1934: Dein ist mein Herz (Blossom Time)
- 1935: Der Rabe (The Raven)
- 1935: Der Werwolf von London (Werewolf of London)
- 1935: 15 Maiden Lane
- 1936: Signale nach London (Lloyds of London)
- 1936: Crack-Up
- 1937: Lancer Spy
- 1938: There’s Always a Woman
- 1938: Three Loves Has Nancy
- 1938. Robin Hood – König der Vagabunden (The Adventures of Robin Hood)
- 1939: The Three Musketeers
- 1939: Fräulein Winnetou (Susannah of the Mounties)
- 1939: Herrscher der Meere (Rulers of the Sea)
- 1940: Nordwest-Passage (Northwest Passage)
- 1940: The Biscuit Eater
- 1940: Women in War
- 1941: Menschenjagd (Man Hunt)
- 1941: A Yank in the R.A.F.
- 1942: The Pied Piper
- 1942: Manila Calling
- 1942: Abenteuer in Panama (Across the Pacific)
- 1944: Der Unsichtbare nimmt Rache (The Invisible Man’s Revenge)
- 1944: Zwischen zwei Welten (Between Two Worlds)
- 1945: I Love a Mystery
- 1945: Jungle Queen
- 1947: Dark Delusion
- 1947: Der Verbannte (The Exile)
- 1949: Liebe auch ohne Patent (Free for All)
- 1950: Robin Hoods Vergeltung (Rogues of Sherwood Forest)
- 1950: Montana
- 1951: Das zweite Gesicht des Dr. Jekyll (The Son of Mr. Jekyll)
- 1951: Der nächtliche Reiter (The Lady and the Bandit)
- 1951: Burg der Rache (Lorna Doone)
- 1952: Der Schrei aus dem Dschungel (Jungle Jim in the Forbidden Land)
- 1952: Die schwarze Isabell (Captain Pirate)
- 1952: Die Frau mit der eisernen Maske (Lady in the Iron Mask)
- 1952: Gegen alle Flaggen (Against All Flags)
- 1952: Die Legion der Verdammten (Les Misérables)
- 1952: Liebe, Pauken und Trompeten (Stars and Stripes Forever)
- 1952: Der Brigant (The Brigand)
- 1952: Schrei aus dem Dschungel (Jungle Jim in the Forbidden Land)
- 1952: Der tote Zeuge (Operation Secret)
- 1953: Ärger auf der ganzen Linie (Trouble along the Way)
- 1953: Die Thronfolgerin (Young Bess)
- 1953: Der unheimliche Untermieter (Man in the Attic)
- 1953: Fort Ti
- 1954: Der Talisman (King Richard and the Crusaders)
- 1954: Charge of the Lancers
- 1955: Am fernen Horizont (The Far Horizons)
- 1955: Das Schloß im Schatten (Moonfleet)
- 1959: Die Madonna mit den zwei Gesichtern (The Miracle)
- 1960: Nur wenige sind auserwählt (Song Without End)
- 1960–1964: 77 Sunset Strip (Fernsehserie, drei Folgen)
- 1961: Und die Nacht wird schweigen (By Love Possessed)
- 1961: Die jungen Wilden (The Young Savages)
- 1963: Bonanza (Fernsehserie, eine Folge)
- 1963: Der Preis (The Prize)
- 1964: Mary Poppins
- 1965: Alfred Hitchcock Presents (Fernsehserie, eine Folge)
- 1966: Überfall auf die Queen Mary (Assault on a Queen)
- 1968: Star!
- 1974: Baby Needs a New Pair of Shoes